# Little Boxes

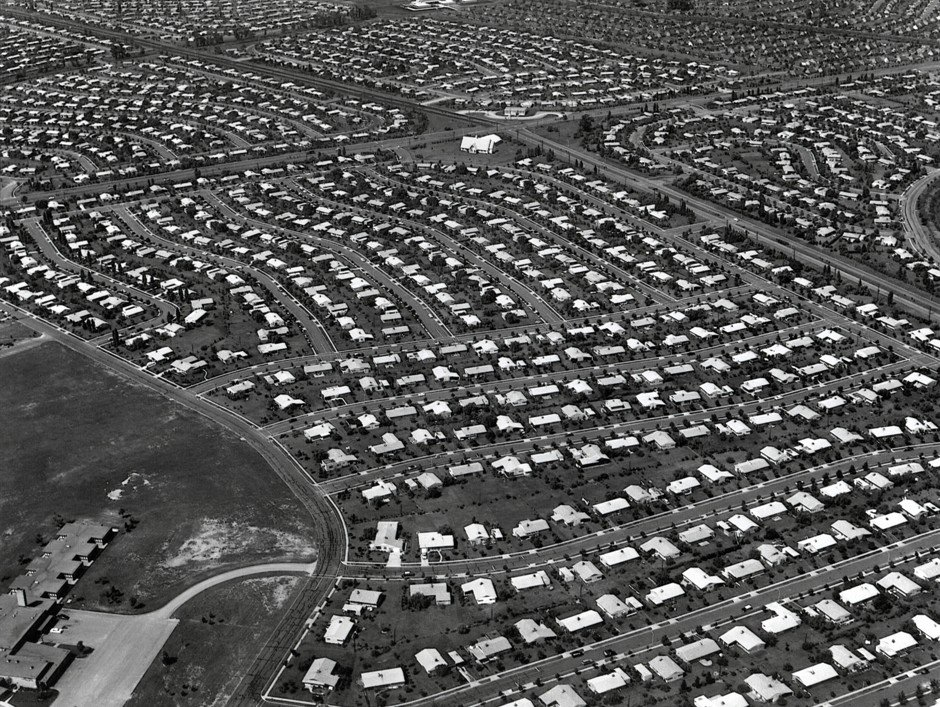
Ein Beispiel für die Wohnorte der Mittelklasse, die von „Little Boxes“ karikiert werden: Levittown (Pennsylvania)

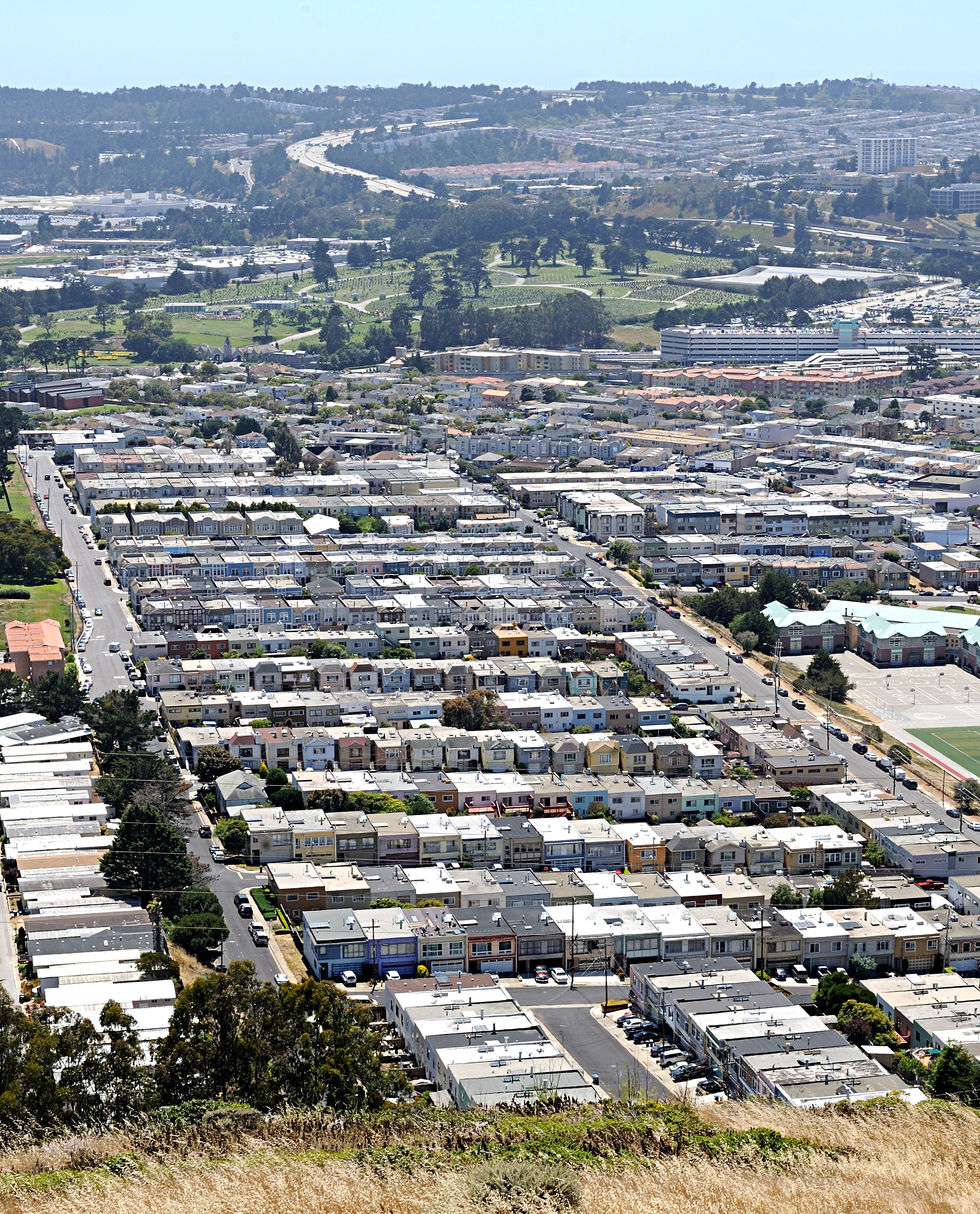
Blick auf ein Wohngebiet von Daly City (2013)

Little Boxes ist der Titel eines von der Liedermacherin und Politaktivistin Malvina Reynolds 1962 geschriebenen Liedes. Bekannt wurde es zunächst vor allem durch Pete Seeger, der es in vielen Konzerten und Plattenaufnahmen verwendete. Das Lied beschreibt und karikiert die Konformität der amerikanischen Mittelschicht.

## Ursprung
Gebäude bzw. Häuser von Daly City dienten Malvina Reynolds als Inspiration, wobei nicht mehr ganz klar ist, welcher Teil von Daly City die Inspiration lieferte. Nancy Reynolds, die Tochter von Malvina Reynolds, äußerte sich diesbezüglich wie folgt:

„Meine Mutter und mein Vater fuhren von San Francisco kommend durch Daly City, als meiner Mutter die Idee zu einem Lied kam. Sie bat meinen Vater das Steuer zu übernehmen und schrieb das Lied auf dem Weg nach La Honda, wo sie eine Aufführung für das „Friends Committee on Legislation“ hatte. Als Time (oder vielleicht war es auch Newsweek) ein Foto von der genauen Stelle wollte, konnte sie diese aufgrund vieler Neubauten nicht mehr ausmachen.“

Ein Buch über die Architektur in Westlake, einem Stadtteil von Daly City, bezieht sich in seinem Titel auf das Lied: Little Boxes: The Architecture of a Classic Midcentury Suburb.
Der im Lied geprägte Ausdruck „ticky tacky“, der auf die monotone, unkreative und immer gleiche Bauweise der Vorstadthäuser anspielt, wurde in den 60er-Jahren in den USA zu einer populären Redewendung.

## Aufnahmen
Malvina Reynolds veröffentlichte das Lied 1962. Der Folkmusiker Pete Seeger nahm das Lied in sein Repertoire auf. Bei einem Auftritt in der Carnegie Hall am 8. Juni 1963 entstand ein Mitschnitt. Diese Liveaufnahme erschien Anfang 1964 als Single und kam in die US-Charts. Durch ihn wurde das Lied auch international bekannt. Eine weitere Version nahmen noch im selben Jahr The Womenfolk, eine weibliche Folkband, mit dem Produzenten Perry Botkin junior auf. Sie erreichte ebenfalls die Charts und war mit 1 Minute und 2 Sekunden Länge seinerzeit die kürzeste Aufnahme, die je in den Billboard Hot 100 war. 
Der chilenische Sänger Víctor Jara verfasste eine spanische Version des Liedes, die er 1971 unter dem Titel Las Casitas del Barrio Alto (= Die Häuschen des Barrio Alto, eines wohlhabenden Stadtteils von Santiago de Chile) sowohl auf seinem Album  El Derecho de Vivir en Paz als auch als Single veröffentlichte. Im Unterschied zu Reynolds Version, die die amerikanische Mittelschicht karikierte, war Jaras Version jedoch eine beißende Kritik an der chilenischen Oberschicht und deren Verstrickung in Skandale und Attentate.
Vom Berner Troubadour Bernhard Stirnemann wurde 1978 mit Chlini Hüsli eine berndeutsche Version auf Schallplatte veröffentlicht.
Mit Kleine Schachteln interpretierte der Liedermacher Gerhard Schöne 2003 eine deutsche Übersetzung auf seinem Album Fremde Federn.
Die US-Fernsehserie Weeds verwendete ab 2005 Little Boxes in den Staffeln 1 bis 3 und 8 sowohl in ihrem Vorspann als auch in ihrem Abspann. Ab der zweiten Staffel wurde das Lied von verschiedenen Künstlern interpretiert, darunter Death Cab for Cutie, Engelbert, Kate McGarrigle, Ozomatli, Regina Spektor, Jenny Lewis, Randy Newman, Angélique Kidjo, Donovan, Billy Bob Thornton, The Shins, Joan Baez, Michael Franti, Ben Folds und The Decemberists.
2012 wurde das Lied in England von Sniffy Dog mit der Sängerin Adrienne Stiefel für einen Werbespot neu aufgenommen. In dieser Version erreichte das Lied erstmals auch die UK-Charts.
Die Punkrock-Band Rise Against brachte 2013 eine Cover-Version von Little Boxes heraus.
Der 2014 erschienene Animationsfilm Die Boxtrolls verwendet das Lied mit leicht modifiziertem Text in seinem Abspann. Diese Aufnahme wurde von der Band Loch Lomond eingespielt.